# Beyendorfer Grund

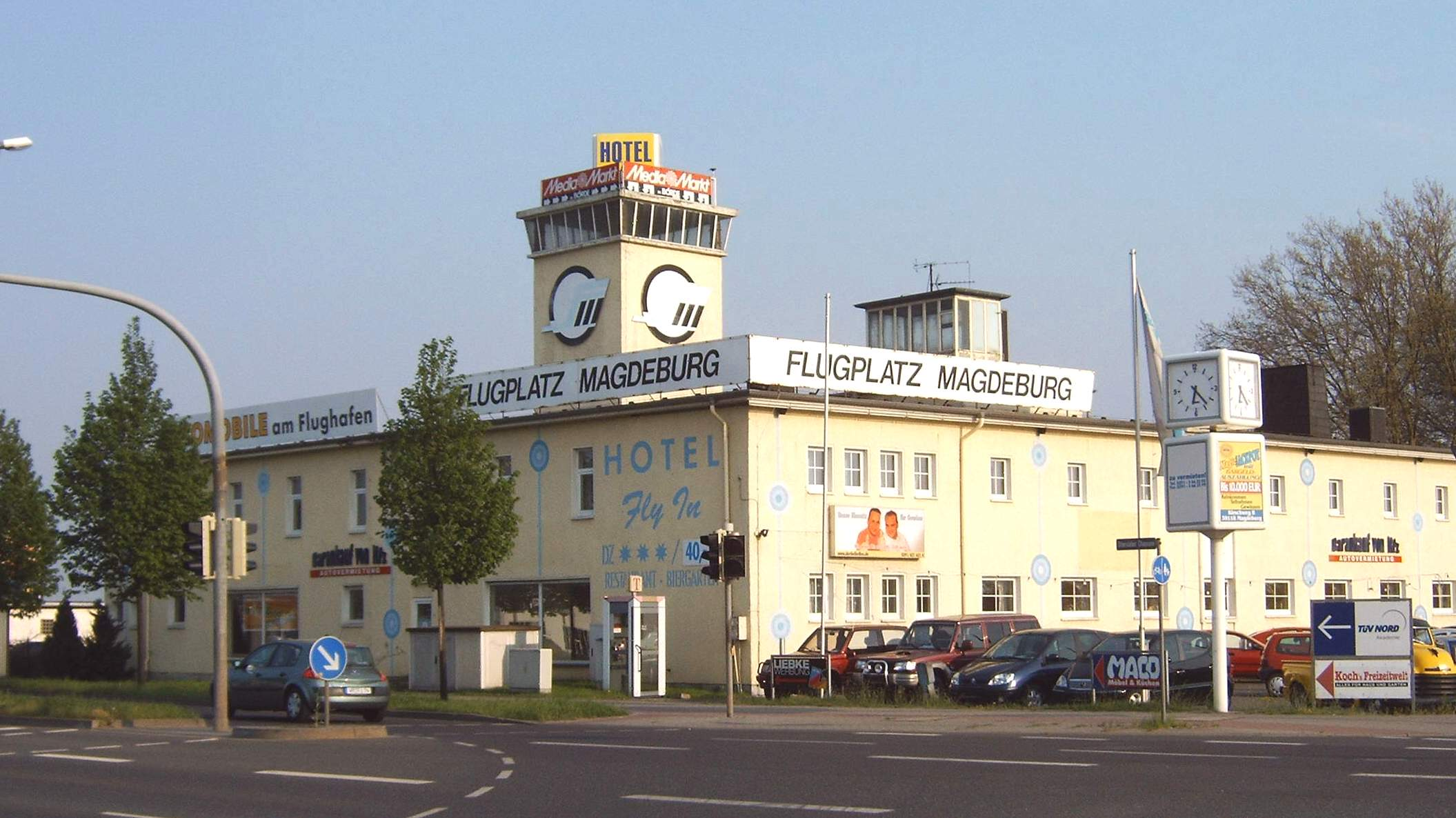
Flugplatz Magdeburg – altes Verwaltungsgebäude

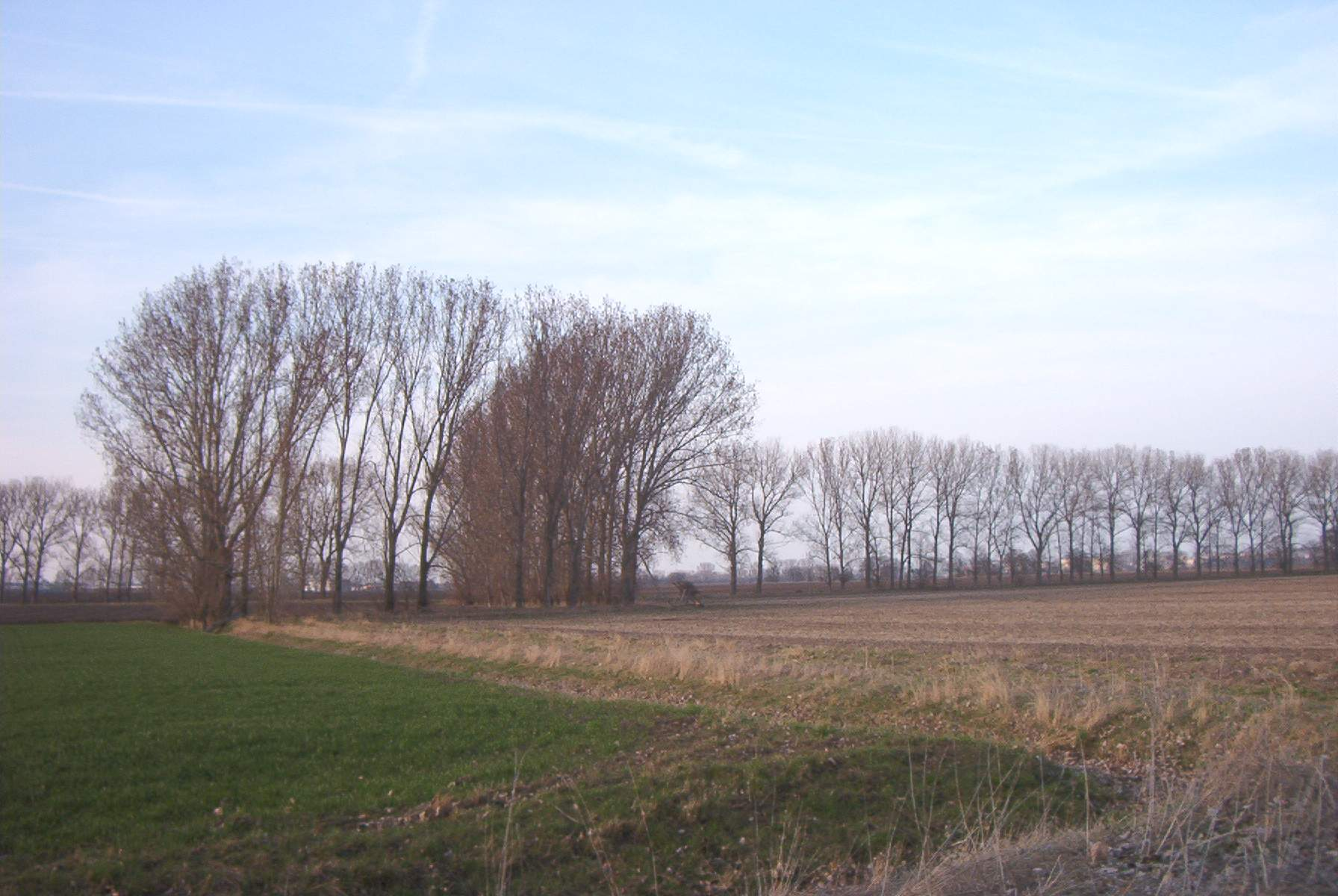
Gebiet der Wüstung Appendorf

Beyendorfer Grund ist ein Stadtteil im Süden der Stadt Magdeburg.
Mit lediglich 20 Einwohnern (Stand 31. Dezember 2021) auf einer Fläche von 6,044 km² gehört er zu den dünnbesiedelsten Gebieten der Stadt. Im Süden grenzt der Stadtteil an Osterweddingen und Beyendorf-Sohlen, woher sich auch der Name ableitet. Im Osten grenzt Salbke, im Norden Hopfengarten und Reform, im Westen schließlich Ottersleben an den Beyendorfer Grund.
Der überwiegende Teil der Fläche wird landwirtschaftlich genutzt. Im Osten des Gebiets befindet sich jedoch der Flugplatz Magdeburg und ein ihm angegliederten Gewerbepark. Seit Dezember 2001 befindet sich hier auch die Feuerwache Süd der Magdeburger Berufsfeuerwehr. Insgesamt sind im Stadtteil ungefähr 100 Arbeitsplätze angesiedelt. Es bestehen 39 Mitgliedsunternehmen der IHK und 6 Mitglieder der Handwerkskammer (Stand 2002).
Die Bewohner leben in einer kleinen Siedlung östlich des Flugplatzes an der Ottersleber Chaussee und im äußersten Westen des Stadtteils im sogenannten Eckardtshof. Die drei Häuser an der Ottersleber Chaussee entstanden 1921. Insgesamt 12 Parzellen waren damals veräußert worden. Während 9 Eigentümer dort lediglich Landwirtschaft betrieben, bauten 3 Siedler Wohnhäuser. Der Flugplatz wurde dann 1936 angelegt.
Zumindest vom 10. bis zum 15. Jahrhundert bestand im Westen des Stadtteils, an der heutigen Grenze zu Osterweddingen, das Dorf Appendorf (Ost), welches jedoch noch im Mittelalter zur Wüstung wurde. Am südlichen Ortsausgang der Bundesstraße 71 in Richtung Halle (Saale) befindet sich mit der Preußischen Ganzmeilensäule Magdeburg eine historische Postmeilensäule aus dem 18. Jahrhundert. Sie ist im örtlichen Denkmalverzeichnis aufgeführt. Darüber hinaus war ein Gaststättengebäude im Bereich der heutigen Straße Am Eckhardtshof ebenfalls denkmalgeschützt. Der Schutzstatus wurde jedoch spätestens Anfang des 21. Jahrhunderts wieder aufgehoben.
Durch den Stadtteil fließen der Kleine und Große Wiesengraben mit einer Gesamtlänge von 5,15 km.